# Gaidropsarus pacificus
Gaidropsarus pacificus is een straalvinnige vissensoort uit de familie van de kwabalen (Lotidae). De wetenschappelijke naam van de soort is voor het eerst geldig gepubliceerd in 1846 door Temminck & Schlegel.